# 林千渟
林千渟（英語：Angel Lam Chin Ting，1992年9月28日—），本名林婷，香港模特兒、節目主持及演員，曾為種星堂模特兒，現為天下一集團旗下藝人。

## 背景
林千渟有一姊一妹，從小與家人同住紅磡，2005至2015年間曾就讀九龍真光中學及明德學院文學院，及後出道成為種星堂旗下模特兒，主要拍攝電視或平面廣告，憑在2015至2018年擔任「第四代邦民女」（另外兩位分别是黎紀君（Christy Lai）和吳詠琳（Miko Ng））三位成員之一而廣為人知。2017年，其模特兒公司建議她嘗試參與更多幕前工作，加上獲 ViuTV 監製賞識而邀約拍攝一個有關工作假期的節目，並需要逗留台灣半年以感受生活。但因為拍攝時間太長，又不配合其他工作檔期，故此再獲邀主持另一個電視節目《入住請敲門》，遂變成了正式的藝人。她起初誤以為《入住請敲門》是個旅遊節目，基於沒有任何劇本及相關背景資料，只可靠自己臨場發揮，結果播出之後觀眾反應一般，表現亦受到批評。
2018年，林千渟繼續替 ViuTV 主持《入住請敲門2》，不過製作模式改變令節目效果轉好，其演出也獲網民稱讚有進步；2019年拍攝首套電視劇《理想國》，除了完成兒時夢想，還發現自己非常喜歡演戲，因而決定往後繼續向演藝方面發展；同年選擇加入古天樂旗下的天下一將士藝人，且開始參與戲劇課程，曾與袁澧林、林家熙及張蔓莎一起跟張繼聰學戲。2021年，她拍攝首部電影《惡行之外》，飾演自小患有小兒麻痹症的女生，亦拍攝自傳式電影《我們的18歲》，擔演少女版溫碧霞；同年9月底在生日前一天棄「林婷」，另改新藝名「林千渟」，因名字只有兩個字會不利健康，而每個字就代表有不同運程，故此聽從風水師傅所說，多加一個『千』字來彌補五行缺金的命格。

## 演出作品

### 電視劇
| 首播       | 劇名                                  | 角色                            |
| ViuTV      |                                       |                                 |
| 2019年     | 理想國                                | Angel（單元《沒有悲傷的世界》） |
| 港台電視31 |                                       |                                 |
| 2022年     | 競爭之合謀有罪                        | 岑嘉寶                          |
| Viu        |                                       |                                 |
| 2022年     | ＃她和她的戀愛小動作                  | Ling                            |
| 港台電視31 |                                       |                                 |
| 2023年     | 超時空氣候任務 （页面存档备份，存于） | 未來時空旅行者 Emma             |

### 主持節目
| 首播            | 節目名      | 備註                             |
| ViuTV           |             |                                  |
| 2017年          | 入住請敲門  | 與莫竣名合作主持                 |
| 2018年          | 入住請敲門2 | 與莫竣名合作主持                 |
| 2019年          | 入住請敲門4 | 與莫竣名、邱士縉及盧瀚霆合作主持 |
| 2020年          | 今晚瞓酒店  | 與呂爵安、黃奕晨及劉思美合作主持 |
| 港台電視31、31A |             |                                  |
| 2020年          | 環保身開始  | 個人主持                         |

### 電影
| 首映   | 電影名                               | 角色   |
| 2022年 | 猛鬼3寶                              | 阿芳   |
| 2023年 | 我們的18歲                           | Elaine |
| 2024年 | 填詞L                                | Betty  |
| 2024年 | 紮職3                                | 波子   |
| 未上映 | 惡行之外                             |        |
| 未上映 | 失衡凶間之惡念之最                   |        |
| 其他   |                                      |        |
| 2017年 | GIVE ME 5 （第四屆電影專業培訓計劃） |        |
| 2019年 | 晚 （第五屆電影專業培訓計劃）        |        |
| 2022年 | 魚鱗 （「創+作」支援計劃（音樂篇）） | 漫漫   |

### 音樂錄像
| 年份   | 歌名                        | 歌手    |
| 2019年 | 好結局                      | Pandora |
| 2020年 | 冰原                        | 應智越  |
| 2021年 | 沒什麼                      | 黃凱逸  |
| 2021年 | 我在流浮山滴眼水.jpg        | Serrini |
| 2021年 | 主角光環                    | 洪嘉豪  |
| 2022年 | 厭惡物圖鑑                  | 陳健安  |
| 2022年 | Not the One (Neither of Us) | Zpecial |
| 2022年 | 還好沒有你在                | 安俊豪  |
| 2023年 | JM單身9                     | 柳應廷  |
| 2024年 | 白髮齊眉                    | 鄧小巧  |
| 2025年 | 無糖可樂                    | 泳兒    |
| 2025年 | 恆溫行李                    | 胡鴻鈞  |

### 網絡短片
| 首播   | 片名   | 備註                                      |
| 2021年 | 暗格   | 拾陸比玖 第二集〈起雞皮〉、第五集〈頭髮〉 |
| 2021年 | 試玩毛 | 試當真 第五集〈墨魚遊戲〉                 |

### 廣告
| 年份   | 內容 |
| 2015年 | 邦民日本財務「MEGA EASY 易到極」                                                                                    |
| 2016年 | 邦民日本財務「易到極貸款 - BACK YOU UP 貸款 隨時隨地都得」                                                          |
| 2016年 | 邦民日本財務「易到極貸款 - BACK YOU UP 貸款至簡單」                                                                 |
| 2016年 | 小林製藥臂粒消無瑕膏                                                                                                |
| 2017年 | 邦民日本財務「易到極貸款 - 外賣仔葛民輝」                                                                           |
| 2017年 | 邦民日本財務「易到極貸款 - 戲痴葛民輝」                                                                             |
| 2017年 | 邦民日本財務「易到極貸款 - 冇腳雀仔」                                                                               |
| 2017年 | 香港政府「香港回歸20週年紀念 - 同心創前路 掌握新機遇」                                                              |
| 2018年 | 邦民日本財務「易到極貸款 - BACK YOU UP 貸款更快更易」                                                               |
| 2018年 | 邦民日本財務「易到極貸款 - BACK YOU UP 貸款 更輕鬆自在」                                                            |
| 2018年 | 邦民日本財務「易到極貸款 - BACK YOU UP 衝破時空限制」                                                               |
| 2018年 | 邦民日本財務「全新客戶成功貸款 - 火星葛」                                                                           |
| 2018年 | 邦民日本財務「全新客戶成功貸款 - 阿葛仆到去借錢」                                                                   |
| 2018年 | 邦民日本財務「全新客戶成功貸款 - BACK 搵錢少葛民輝 UP」                                                             |
| 2018年 | 邦民日本財務「貸款現金獎$500 / $1000 - 走火警指揮」                                                                 |
| 2018年 | 邦民日本財務「貸款過數無時限」                                                                                      |
| 2018年 | 香港愛滋病基金會「了解愛，沒歧視」                                                                                  |
| 2018年 | 芳珂「MCO 納米卸粧液 - 皮膚變差 因為你唔識得徹底卸粧」                                                              |
| 2019年 | Gene Skin「[Gene × 林婷] 美容實習生系列 一 / 二 / 三」                                                              |
| 2019年 | 碧柔「全面卸淨系列 - 女生心思解密の3個一踩即爆嘅女友地雷」                                                          |
| 2019年 | 淳。茶舍「怡茶 - 洋甘菊加香蜂草助你紓壓放鬆！」                                                                     |
| 2019年 | 長者安居協會「新一代平安手機 - 全新守護平安服務」                                                                   |
| 2019年 | 長者安居協會「一線通平安鐘™ - 全方位主動守護」                                                                      |
| 2020年 | Spaceship「國際快遞比較及預約平台 - 寄國際件 點先又快又抵？」                                                       |
| 2020年 | Spaceship「國際快遞比較及預約平台 - 商業國際寄件 點先又快又抵？」                                                   |
| 2020年 | Häagen-Dazs（香港）「My Realicious Summer - 浸住食 Häagen-Dazs™️ 全新盛夏口味」                                     |
| 2020年 | Häagen-Dazs（香港）「My Realicious Summer - 攬住食 Häagen-Dazs™️ 全新盛夏口味」                                     |
| 2020年 | Häagen-Dazs（香港）「My Realicious Summer - 拍住食 Häagen-Dazs™️ 全新盛夏口味」                                     |
| 2020年 | 中國建設銀行（亞洲）「e 賬戶服務」                                                                                  |
| 2020年 | 中國建設銀行（亞洲）「e 賬戶開戶示範」                                                                              |
| 2020年 | 快圖美「FUJIFILM Princiao Smart II 小俏印照片打印機 - 最真摯友誼故事分享活動」                                      |
| 2020年 | 中國建設銀行（亞洲）「智富通 - 功能全面睇」                                                                         |
| 2020年 | 中國建設銀行（亞洲）「智富通 - 示範小教室」                                                                         |
| 2020年 | 中國建設銀行（亞洲）「月供投資計劃 - 計劃特點」                                                                     |
| 2021年 | 中國建設銀行（亞洲）「月供投資計劃 - 入門小教室」                                                                   |
| 2021年 | 樂而雅「抑菌清新衛生巾 - 6小時氣味無影無蹤」                                                                        |
| 2021年 | 安視優（香港）「1-Day ACUVUE DEFINE 4款新色：玫瑰粉紅、蜜糖啡、魅惑藍、冷灰棕 - 2021春夏 Fresh Rose 美瞳新登場」    |
| 2021年 | 安視優（香港）「1-Day ACUVUE DEFINE 4款新色：玫瑰粉紅、蜜糖啡、魅惑藍、冷灰棕 - 2021春夏 Fresh Honey 美瞳新登場」   |
| 2021年 | 安視優（香港）「1-Day ACUVUE DEFINE 4款新色：玫瑰粉紅、蜜糖啡、魅惑藍、冷灰棕 - 2021春夏 Fresh Grayzel 美瞳新登場」 |
| 2021年 | 李施德林（香港）「抗敏漱口水 - 漱一漱 無懼敏感大啖食」                                                              |
| 2021年 | 綠色和平（香港）「綠色和平 × 林婷 — 山野中不能承受的膠」                                                            |
| 2024年 | 三星電子（香港）「三星Galaxy S24 Ultra - Galaxy Buds 2 Pro：Cathay 智在 隨意飛 探索世界另一面」                     |

## 外部連結
- 林千渟的新浪微博
- 林千渟的Facebook專頁
- 林千渟的Instagram帳戶